# Miguel Ángel Neira
Miguel Ángel Neira Pincheira (9 d'octubre de 1952) és un exfutbolista xilè.

## Selecció de Xile
Va formar part de l'equip xilè a la Copa del Món de 1982.